# Ridsport vid olympiska sommarspelen 1924
Ridsport vid olympiska sommarspelen 1924 arrangerades mellan 21 juli och 27 juli i Paris. 111 deltagare från 17 nationer gjorde upp om medaljerna i de sex grenarna.

## Medaljtabell
| Pl. | Nation        | Guld | Silver | Brons | Totalt |
| --- | ------------- | ---- | ------ | ----- | ------ |
| 1   | Sverige       | 2    | 2      | 0     | 4      |
| 2   | Nederländerna | 2    | 0      | 0     | 2      |
| 3   | Schweiz       | 1    | 1      | 0     | 2      |
| 4   | Italien       | 0    | 1      | 1     | 2      |
| 5   | Danmark       | 0    | 1      | 0     | 1      |
| 6   | Frankrike     | 0    | 0      | 1     | 1      |
| 6   | Polen         | 0    | 0      | 1     | 1      |
| 6   | Portugal      | 0    | 0      | 1     | 1      |
| 6   | USA           | 0    | 0      | 1     | 1      |

## Medaljsammanfattning

### Dressyr
| Gren                         | Guld                 | Guld                 | Silver                   | Silver                   | Brons                   | Brons                   |
| ---------------------------- | -------------------- | -------------------- | ------------------------ | ------------------------ | ----------------------- | ----------------------- |
| Individuell dressyr detaljer | Ernst Linder Sverige | Ernst Linder Sverige | Bertil Sandström Sverige | Bertil Sandström Sverige | Xavier Lesage Frankrike | Xavier Lesage Frankrike |

### Fälttävlan
| Gren                               | Guld | Guld | Silver                                                                   | Silver                                                                   | Brons                                                                                            | Brons                                                                                            |
| ---------------------------------- | --- | --- | ------------------------------------------------------------------------ | ------------------------------------------------------------------------ | ------------------------------------------------------------------------------------------------ | ------------------------------------------------------------------------------------------------ |
| Individuell fälttävlan detaljer    | Adolph van der Voort van Zijp Nederländerna                                                                         | Adolph van der Voort van Zijp Nederländerna                                                                         | Frode Kirkebjerg Danmark                                                 | Frode Kirkebjerg Danmark                                                 | Sloan Doak USA                                                                                   | Sloan Doak USA                                                                                   |
| Lagtävlingen i fälttävlan detaljer | Nederländerna Adolph van der Voort van Zijp Charles F. Pahud de Mortanges Gerard P. de Kruyff Anton T. Colenbrander | Nederländerna Adolph van der Voort van Zijp Charles F. Pahud de Mortanges Gerard P. de Kruyff Anton T. Colenbrander | Sverige Claes König Torsten Sylvan Gustaf Hagelin Carl Gustaf Lewenhaupt | Sverige Claes König Torsten Sylvan Gustaf Hagelin Carl Gustaf Lewenhaupt | Italien Alberto Lombardi Alessandro Alvisi Emanuele Beraudo di Pralormo Tommaso Lequio di Assaba | Italien Alberto Lombardi Alessandro Alvisi Emanuele Beraudo di Pralormo Tommaso Lequio di Assaba |

### Hoppning
| Gren                             | Guld                                                           | Guld                                                           | Silver                                                                    | Silver                                                                    | Brons | Brons |
| -------------------------------- | -------------------------------------------------------------- | -------------------------------------------------------------- | ------------------------------------------------------------------------- | ------------------------------------------------------------------------- | --- | --- |
| Individuell hoppning detaljer    | Alphonse Gemuseus Schweiz                                      | Alphonse Gemuseus Schweiz                                      | Tommaso Lequio di Assaba Italien                                          | Tommaso Lequio di Assaba Italien                                          | Adam Krolikiewicz Polen                                                                                          | Adam Krolikiewicz Polen                                                                                          |
| Lagtävlingen i hoppning detaljer | Sverige Axel Ståhle Georg von Braun Åge Lundström Åke Thelning | Sverige Axel Ståhle Georg von Braun Åge Lundström Åke Thelning | Schweiz Alphonse Gemuseus Werner Stuber Hans E. Bühler Henri von der Weid | Schweiz Alphonse Gemuseus Werner Stuber Hans E. Bühler Henri von der Weid | Portugal Anibal Borges de Almeida Helder de Souza Martins Jose Mouzinho de Albuquerque Luiz de Menezes Margaride | Portugal Anibal Borges de Almeida Helder de Souza Martins Jose Mouzinho de Albuquerque Luiz de Menezes Margaride |

Denna tabell: visa • redigera

## Fotnoter
1. 1 2 3  ”1924 The Sport”. FEI History Hub. FEI. http://history.fei.org/node/19. Läst 17 december 2014.
2. 1 2 3 4 5  ”Results”. FEI. http://history.fei.org/node/20. Läst 30 december 2014.